# ITTF World Tour 2017
Die ITTF World Tour fand 2017 in ihrer 22. Austragung statt. Sie begann am 17. Januar mit den Hungarian Open in Budapest und endete am 17. Dezember mit dem letzten Spieltag der Grand Finals.

## Modus

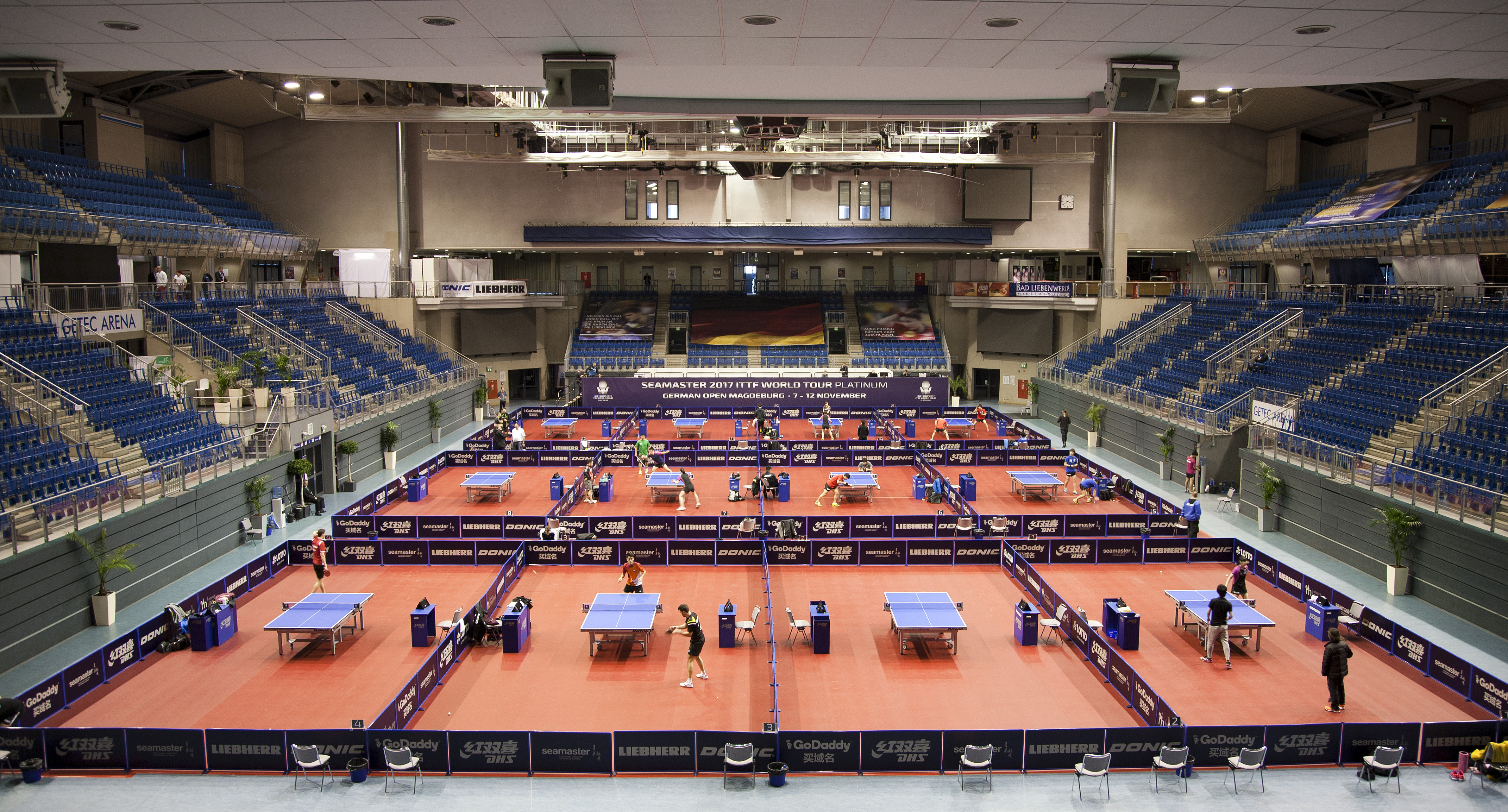
ITTF World Tour 2017 German Open GETEC Arena

Der Modus wurde im Vergleich mit dem vergangenen Jahr geändert. Die teilnehmenden Spieler konnten in 12 verschiedenen Qualifikationsturnieren spielen, die in zwei Kategorien – World Tour und World Tour Platinum – eingeteilt waren. In jedem Turnier gab es für Männer und Frauen je einen Einzel-, Doppel- und U-21-Wettbewerb. Je nach Kategorie und erreichter Platzierung wurden Punkte verteilt, wobei die Spieler mit den meisten Punkten sich für die Grand Finals qualifizierten. Im Einzel qualifizierten sich 16 Spieler, wobei jeder an mindestens 5 Turnieren teilgenommen haben musste, im Doppel 8 Paare, die in derselben Besetzung an 4 Turnieren teilgenommen haben mussten. Anders als in den vorherigen Jahren gab es bei den Grand Finals keinen U-21-Wettbewerb, stattdessen erhielten die vier bestplatzierten U-21-Spieler ein zusätzliches Preisgeld. Ein Platz war für einen Spieler bzw. ein Doppel des Gastgeberlandes der Grand Finals reserviert, falls jemand vorhanden war, der die Teilnahmekriterien erfüllte.
Davon unabhängig fanden zusätzlich 11 Turniere der Challenge Series statt.
| Punkte- verteilung | World Tour Platinum (6×) | World Tour Platinum (6×) | World Tour Platinum (6×) | World Tour (6×) | World Tour (6×) | World Tour (6×) |
| Punkte- verteilung | Einzel                   | Doppel                   | U-21                     | Einzel          | Doppel          | U-21            |
| Platz 1            | 500                      | 300                      | 300                      | 250             | 200             | 200             |
| Platz 2            | 300                      | 150                      | 150                      | 125             | 100             | 100             |
| Halbfinale         | 200                      | 75                       | 75                       | 63              | 50              | 50              |
| Viertelfinale      | 100                      | 38                       | 38                       | 31              | 25              | 25              |
| Achtelfinale       | 50                       | 19                       | 19                       | 16              | 13              | 13              |
| letzte 32          | 25                       | –                        | 9                        | 8               | –               | 6               |
| letzte 64          | –                        | –                        | –                        | 4               | –               | 3               |

## Turniere
Fünf Turniere finden in Asien statt, sechs in Europa und eins in Ozeanien.
| World Tour Platinum | World Tour | Grand Finals |

| Nr | Turnier         | Ort            | Datum         | Gewinner Männer    | Gewinner Männer                  | Gewinner Männer     | Gewinnerinnen Frauen | Gewinnerinnen Frauen         | Gewinnerinnen Frauen | Preis- geld |
| Nr | Turnier         | Ort            | Datum         | Einzel             | Doppel                           | U-21                | Einzel               | Doppel                       | U-21                 | Preis- geld |
| -- | --------------- | -------------- | ------------- | ------------------ | -------------------------------- | ------------------- | -------------------- | ---------------------------- | -------------------- | ----------- |
| 1  | Hungarian Open  | Budapest       | 17.1.–22.1.   | Yan An             | Fang Bo Zhou Yu                  | Kirill Gerassimenko | Chen Xingtong        | Chen Xingtong Li Jiayi       | Zeng Jian            | $ 120.000   |
| 2  | India Open      | Neu-Delhi      | 14.2.–19.2.   | Dimitrij Ovtcharov | Masataka Morizono Yūya Ōshima    | Asuka Sakai         | Sakura Mori          | Matilda Ekholm Georgina Póta | Sakura Mori          | $ 120.000   |
| 3  | Qatar Open      | Doha           | 21.2.–26.2.   | Ma Long            | Masataka Morizono Yūya Ōshima    | Lam Siu Hang        | Chen Meng            | Chen Meng Wang Manyu         | Doo Hoi Kem          | $ 150.000   |
| 4  | Korea Open      | Incheon        | 18.4.–23.4.   | Timo Boll          | Jang Woojin Jeong Sang-eun       | Lim Jonghoon        | Feng Tianwei         | Shan Xiaona Petrissa Solja   | Minami Ando          | $ 120.000   |
| 5  | Japan Open      | Tokio          | 14.6.–18.6.   | Ma Long            | Ma Long Xu Xin                   | Lim Jonghoon        | Sun Yingsha          | Chen Xingtong Sun Yingsha    | Yuka Umemura         | $ 120.000   |
| 6  | China Open      | Chengdu        | 20.6.–25.6.   | Dimitrij Ovtcharov | Jin Ueda Maharu Yoshimura        | Yūto Kizukuri       | Ding Ning            | Ding Ning Liu Shiwen         | Maki Shiomi          | $ 220.000   |
| 7  | Australian Open | Gold Coast     | 2.7.–7.7.     | Vladimir Samsonov  | Jang Woojin Park Ganghyeon       | Park Ganghyeon      | Chen Meng            | Chen Meng Zhu Yuling         | Saki Shibata         | $ 384.000   |
| 8  | Bulgaria Open   | Panagjurischte | 15.8.–20.8.   | Dimitrij Ovtcharov | Jin Ueda Maharu Yoshimura        | Mizuki Oikawa       | Kasumi Ishikawa      | Kasumi Ishikawa Mima Itō     | Mizuki Morizono      | $ 80.000    |
| 9  | Czech Open      | Olmütz         | 22.8.–27.8.   | Tomokazu Harimoto  | Patrick Franziska Jonathan Groth | Can Akkuzu          | Mima Itō             | Hina Hayata Mima Itō         | Adriana Diaz         | $ 100.000   |
| 10 | Austrian Open   | Linz           | 19.9.–24.9.   | Lin Gaoyuan        | Kōki Niwa Jin Ueda               | Xue Fei             | Wang Manyu           | Chen Xingtong Sun Yingsha    | Zhang Rui            | $ 125.000   |
| 11 | German Open     | Magdeburg      | 7.11.–12.11.  | Dimitrij Ovtcharov | Jung Young-sik Lee Sang-su       | Xue Fei             | Chen Meng            | Hina Hayata Miu Hirano       | Chen Ke              | $ 120.000   |
| 12 | Swedish Open    | Stockholm      | 13.11.–19.11. | Xu Xin             | Fan Zhendong Xu Xin              | Park Ganghyeon      | Chen Xingtong        | Hina Hayata Mima Itō         | Zhang Rui            | $ 70.000    |
| 13 | Grand Finals    | Astana         | 14.12.–17.12. | Fan Zhendong       | Masataka Morizono Yūya Ōshima    | –                   | Chen Meng            | Chen Meng Zhu Yuling         | –                    | $ 1.000.000 |

## Challenge Series
Sechs Turniere fanden in Europa statt, je zwei in Asien und Südamerika und eins in Afrika.
| Nr | Ort         | Datum         | Gewinner Männer       | Gewinner Männer                   | Gewinner Männer    | Gewinnerinnen Frauen | Gewinnerinnen Frauen            | Gewinnerinnen Frauen | Preis- geld |
| Nr | Ort         | Datum         | Einzel                | Doppel                            | U-21               | Einzel               | Doppel                          | U-21                 | Preis- geld |
| -- | ----------- | ------------- | --------------------- | --------------------------------- | ------------------ | -------------------- | ------------------------------- | -------------------- | ----------- |
| 1  | Minsk       | 15.3.–19.3.   | Vladimir Samsonov     | Daniel Górak Wang Zeng Yi         | Cristian Pletea    | Hitomi Satō          | Miyu Katō Misaki Morizono       | Saki Shibata         | $ 40.000    |
| 2  | Bangkok     | 29.3.–2.4.    | Jin Ueda              | Kenji Matsudaira Jin Ueda         | Yuma Tsuboi        | Hitomi Satō          | Honoka Hashimoto Hitomi Satō    | Saki Shibata         | $ 35.000    |
| 3  | Santiago    | 26.4.–30.4.   | Soumyajit Ghosh       | Amalraj Anthony Soumyajit Ghosh   | Horacio Cifuentes  | Caroline Kumahara    | Ana Codina Candela Molero       | Valentina Rios       | $ 35.000    |
| 4  | Otočec      | 26.4.–30.4.   | Bastian Steger        | Choi Wonjin Lee Jungwoo           | Yuki Matsuyama     | Hitomi Satō          | Matilda Ekholm Georgina Póta    | Adriana Diaz         | $ 35.000    |
| 5  | Zagreb      | 2.5.–6.5.     | Panagiotis Gionis     | Viktor Brodd Hampus Nordberg      | Koyo Kanamitsu     | Honoka Hashimoto     | Honoka Hashimoto Hitomi Satō    | Adina Diaconu        | $ 35.000    |
| 6  | São Paulo   | 3.5.–7.5.     | Hugo Calderano        | Hugo Calderano Gustavo Tsuboi     | Andrea Landrieu    | Bernadette Szőcs     | Bernadette Szőcs Audrey Zarif   | Bruna Takahashi      | $ 35.000    |
| 7  | Pjöngjang   | 2.8.–6.8.     | Pak Sin Hyok          | Choe Il Pak Sin Hyok              | Kim Ok Chan        | Kim Song-i           | Choe Hyon Hwa Kim Song-i        | Ri Hyon Sim          | $ 35.000    |
| 8  | Lagos       | 9.8.–13.8.    | Omar Assar            | Antoine Hachard Gregoire Jean     | Youssef Abdel-Aziz | Dina Meshref         | Bernadett Bálint Szandra Pergel | Giorgia Piccolin     | $ 46.000    |
| 9  | Częstochowa | 4.10.–8.10.   | Quadri Aruna          | Ho Kwan Kit Ng Pak Nam            | Mizuki Oikawa      | Mima Itō             | Doo Hoi Kem Lee Ho Ching        | Nina Mittelham       | $ 35.000    |
| 10 | De Haan     | 31.10.–4.11.  | Kim Dong-hyun         | Patrick Franziska Ricardo Walther | Shunsuke Togami    | Saki Shibata         | Honoka Hashimoto Hitomi Satō    | Li Yu-Jhun           | $ 35.000    |
| 11 | Almería     | 22.11.–26.11. | Sathiyan Gnanasekaran | Cho Seungmin Park Ganghyeon       | Lam Siu Hang       | Hina Hayata          | Jeon Jihee Yang Ha-eun          | Satsuki Odo          | $ 70.000    |